# Кучкарова, Сорахон
Сорахон Кучкарова (узб. Сорахон Қўчқорова; 1928 год, село Шарк, Ошский район — 20 октября 2018 года, село Зарбдор, Нариманская сельская управа, Кара-Суйский район, Ошская область) — хлопковод, звеньевая колхоза имени Ленина Ошского района (ныне Кара-Суйский район) Ошской области. Герой Социалистического Труда (26.03.1948). Депутат Верховного Совета Киргизской ССР 3-го созыва.

## Биография
Родилась в 1928 году в селе Шарк Ошского района (ныне — Кара-Суйский район) в крестьянской семье, по национальности узбечка.
Свою трудовую деятельность начала в 1942 году рядовой колхозницей в колхозе имени Ленина Ошского района (ныне Кара-Суйский район).
С 1946 по 1950 год возглавляла хлопководческое звено. В 1947 году звено Сорахон Кучкаровой собрало в среднем по 88,6 центнеров хлопка-сырца с каждого гектара. Указом Президиума Верховного Совета СССР от 26 марта 1948 года удостоена звания Героя Социалистического Труда с вручением ордена Ленина и золотой медали «Серп и Молот».
Избиралась депутатом Верховного Совета Киргизской ССР 3-го созыва (1951—1955). В 1957 году вступила в КПСС.
Является персональным пенсионером республиканского значения.
Проживала в селе Зарбдор Нариманской сельской управы Кара-Суйского района, где скончалась 20 октября 2018 года.

## Награды
- Герой Социалистического Труда (26.03.1948)
- Орден Ленина
- Орден Знак Почёта
- Медаль «Материнская слава» (Кыргызстан)